# Grünes Heupferd
Das Grüne Heupferd (Tettigonia viridissima), auch Großes Heupferd, Großes Grünes Heupferd, selten auch Grüne Laubheuschrecke genannt, ist eine der größten in Mitteleuropa vorkommenden Langfühlerschrecken aus der Überfamilie der Laubheuschrecken (Tettigonioidea). Die Art gehört zu den häufigsten Laubheuschrecken Mitteleuropas.

## Merkmale

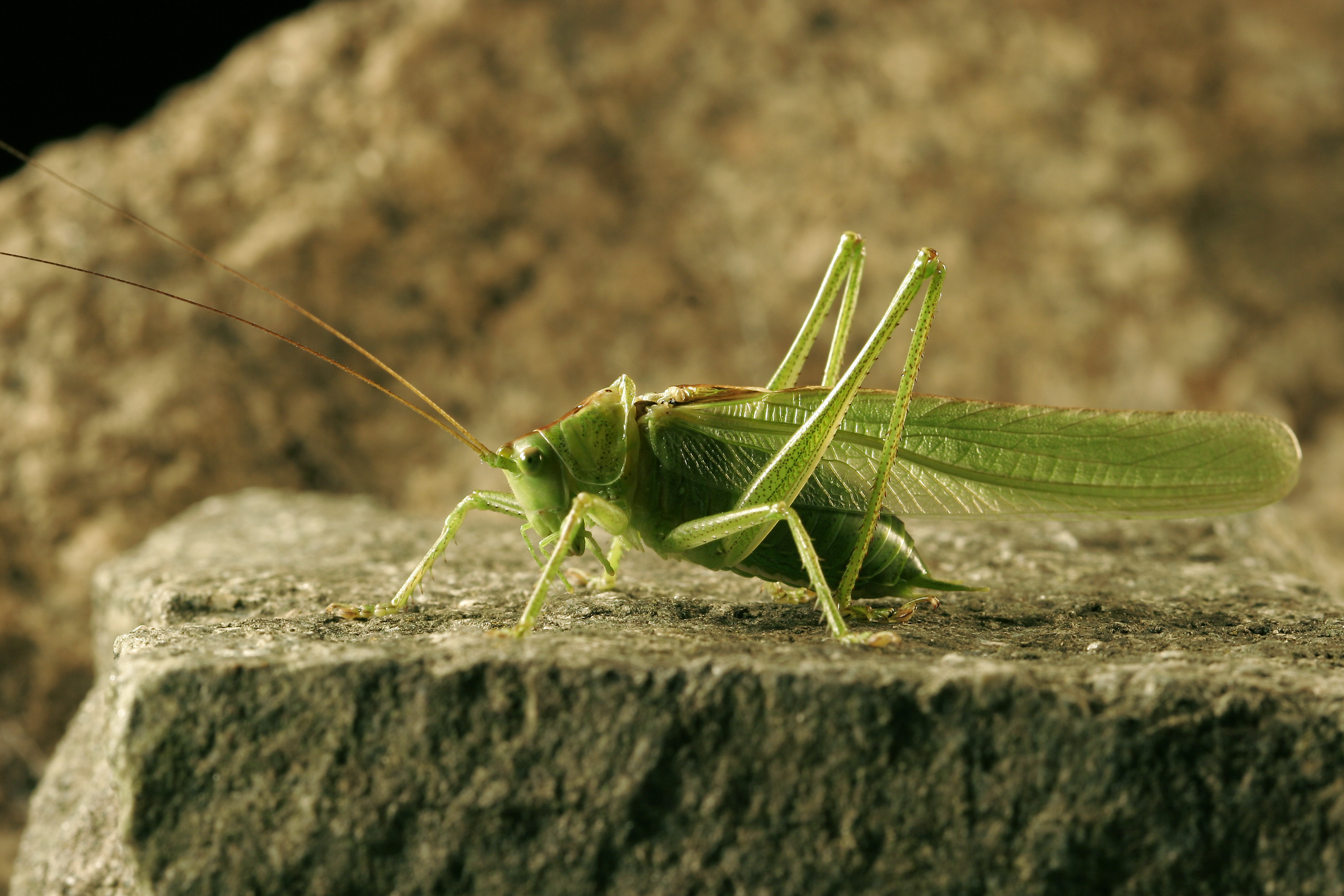
Männchen des Grünen Heupferds

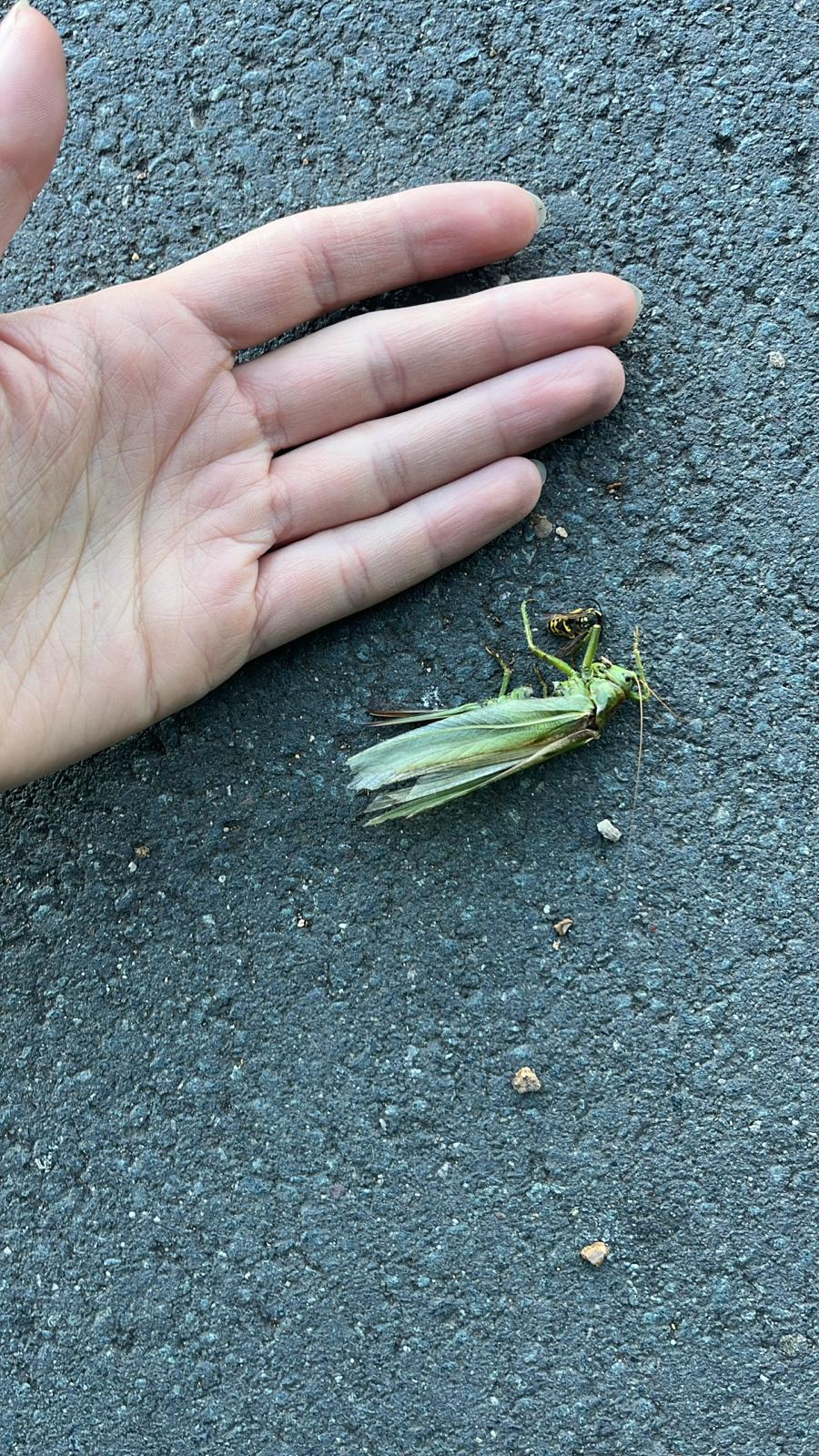
Totes Grünes Heupferd Größenrelation

Die adulten Tiere haben eine Körperlänge (ohne Flügel oder Legestachel) von 28 bis 36 Millimetern (Männchen) bzw. 32 bis 42 Millimetern (Weibchen) und sind damit deutlich größer, als die nah verwandte und zum Teil im gleichen Verbreitungsgebiet vorkommende Zwitscherschrecke (Tettigonia cantans). Die Legeröhre (Ovipositor) der Weibchen erreicht eine Länge von 23 bis 32 Millimetern und endet im Bereich der Flügel. Damit erscheint das Insekt bis über 70 mm lang. Die Imagines sind ebenso wie die Larven der sieben Stadien des Grünen Heupferde zumeist einfarbig grün, abgesehen von einer feinen braunen Längslinie auf dem Rücken; selten treten Tiere mit gelblicher Färbung von Beinen oder Körper auf. Der Ovipositor ist ab dem fünften Larvenstadium zu erkennen, die Flügel sind bei beiden Geschlechtern erst ab dem sechsten Stadium als zunächst kleine Ausstülpungen ausgebildet. Voll entwickelt sind sie sehr lang und reichen beim Weibchen bis über die Spitze des Ovipositors. In Ruhe verdecken die Vorderflügel die Hinterflügel vollständig. Das Grüne Heupferd ist im Vergleich zu anderen Laubheuschrecken ein guter Flieger.

## Vorkommen und Lebensweise
Die Art ist paläarktisch verbreitet und kommt in Europa und Asien von der Atlantik- bis zur Pazifikküste vor. Im Norden erstreckt sich die Verbreitung bis in den Süden Englands, Norwegens, Schwedens und Finnlands, im Süden über den gesamten Mittelmeerraum. Im Alpenraum besiedelt das Grüne Heupferd vornehmlich Gebiete unter 500 m Meereshöhe, an günstigen Orten erreicht es 1500 m. Darüber kommt die Zwitscherschrecke vor.
Besiedelt werden Trockenrasen, Brachen, sonnige Weg- und Waldränder, ferner Gärten und landwirtschaftlich genutzte Flächen. Als Kulturfolger lebt das Grüne Heupferd auch in menschlichen Siedlungsgebieten und sogar in Zentren von Großstädten, sofern eine geeignete Vegetation vorhanden ist. Intensiv genutzte Felder und Wiesen werden bestenfalls bei hochwüchsiger Vegetation als Singwarten verwendet und ansonsten nicht besiedelt. Bevorzugt werden Habitate, die warm, trocken und windgeschützt sind und eine mindestens 30 cm hohe Vegetation aufweisen, kühle Lebensräume werden gemieden. Die Larven halten sich in der Krautschicht auf, ebenso die frisch geschlüpften Adulten, die später im Jahr Sträucher und Bäume bevorzugen.

## Ernährung
Sowohl die Larven als auch die geschlechtsreifen Grünen Heupferde ernähren sich hauptsächlich räuberisch von Insekten und deren Larven sowie von schwachen und verletzten Artgenossen. Ferner fressen sie an einer Vielzahl von Pflanzen und bevorzugen dabei weiche und krautige Pflanzen.

## Stridulation und Stridulationsorgan
Nur die geschlechtsreifen Männchen äußern Gesänge, die sie mit ihren Stridulationsorganen bilden, die sich auf den Vorderflügeln befinden. Bei der Stridulation werden die beiden Vorderflügel gegeneinander bewegt und dabei kaum oder gar nicht angehoben. Den Weibchen fehlen solche Organe.

### Bau des Stridulationsorgans
Bei den Vorderflügeln sind zwei morphologisch unterschiedlich gestaltete Teile zu erkennen. Der große ist der Teil des Vorderflügels, der dem Fliegen dient. Er stellt das Lateralfeld dar. Der andere Teil, der das Dorsalfeld repräsentiert, dient wie bei der Feldgrille der Stridulation. Im Vergleich zum Lateralfeld ist das Dorsalfeld klein, weshalb die Schall bildenden Strukturen auf einen eng begrenzten Bereich an der Flügelbasis konzentriert sind. Diese Strukturen sind braun gefärbt und heben sich dadurch vom grünen Teil des Flügels ab (Bild).

### Gesang
Der Gesang der Männchen ist ein lautes Schwirren, bei dem jeweils zwei rasch aufeinander folgende Schallimpulse durch ein etwas längeres Intervall voneinander abgesetzt sind. Er ist etwa 50 m, maximal 100 m weit zu hören. Die untere Rufschwelle liegt bei 12–16 °C. In Abhängigkeit von der Umgebungstemperatur sind die Männchen vom Nachmittag bis etwa 2 Uhr früh aktiv. Sie singen in der Vegetation von mindestens 30 cm hohen Singwarten und auch von Bäumen und Sträuchern.

### Gehörorgan
Männchen und Weibchen besitzen Gehörorgane (Tympanalorgane), die sich in den Schienen der Vorderbeine befinden. Äußerlich stellt sich jedes Tympanalorgan als zwei längliche, dicht nebeneinander angeordnete Gruben dar. In jeder ist ein Trommelfell (Tympanum) ausgebildet. Durch die Verlagerung in Höhlen sind die Tympana vor mechanischen Verletzungen geschützt, außerdem wird dadurch das Richtungshören begünstigt. Die Tympana bestehen aus einem äußeren, sehr dünnen Integument und der Wand einer Trachee, die sich von innen an das Integument anlegt. Nach innen folgt der Sinnesapparat, die Hörleiste (Crista acustica), mit 32 Sinneszellen, die als Scolopidien in Reihe angeordnet sind. Die Anzahl der Sinneszellen ist artspezifisch und somit bei Männchen und Weibchen gleich.

## Fortpflanzung

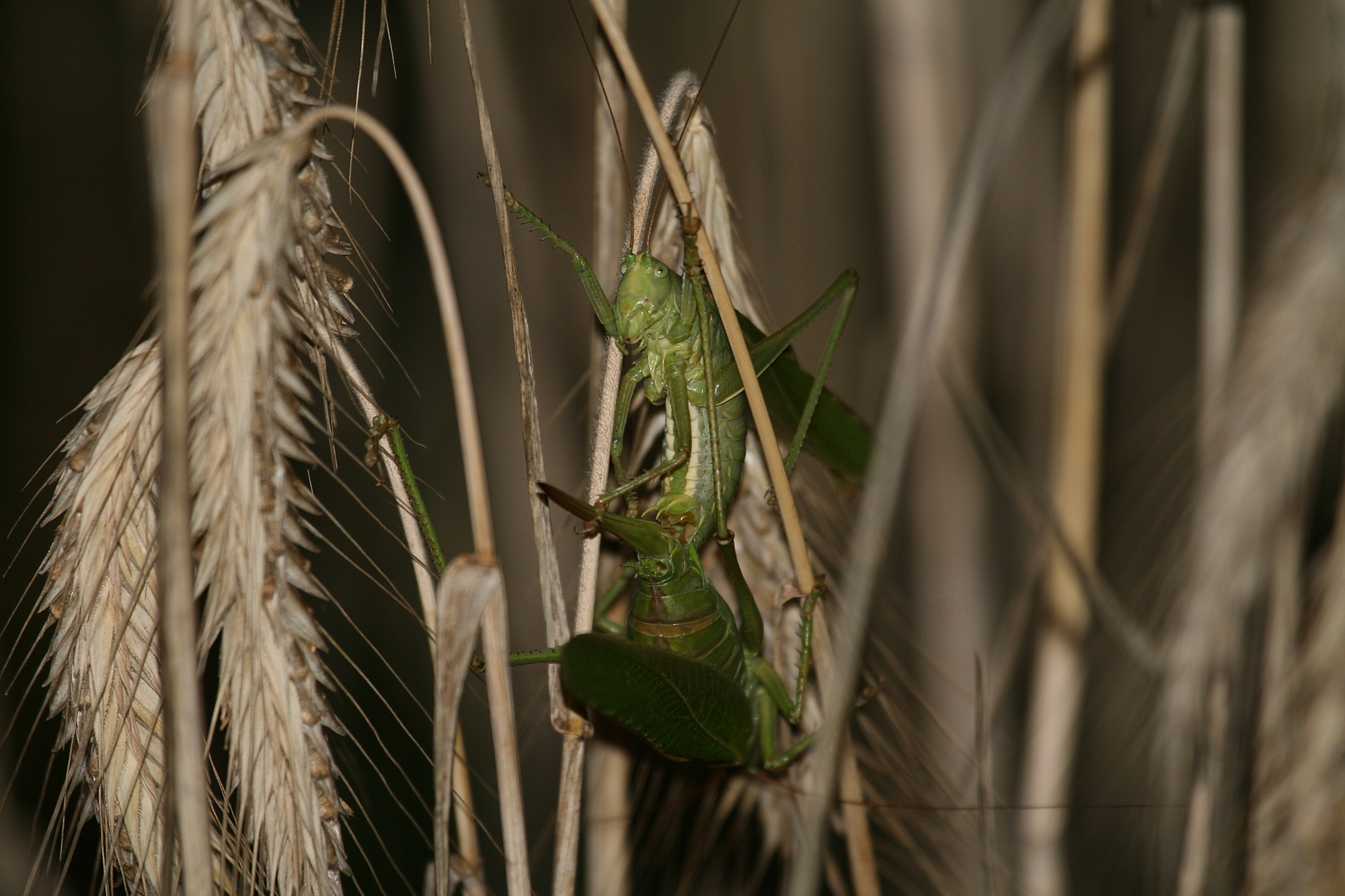
Paarung

Die Weibchen legen 200 bis 600 Eier einzeln oder in kleinen Gruppen in den Boden ab und bevorzugen Grünland. Diese sind 5,3 × 1,5 Millimeter groß und dunkelbraun gefärbt. Die Embryonalentwicklung dauert zwischen 1,5 und maximal fünf Jahren. Wegen der langen Entwicklung ist es wichtig, dass der Boden um die Eier in den darauffolgenden Sommern nicht zu stark austrocknet. Die Eier des Grünen Heupferds sind hier weniger empfindlich als die von T. cantans. Die Larven durchleben sieben Stadien bis zur Häutung zum adulten Tier. Sie schlüpfen etwa ab Ende April bis Anfang Mai. Mitte Juli treten die Larven des siebten Stadiums auf, danach bis Ende Oktober/Anfang November die adulten Heupferde.

## Gefährdung und Schutz
Das Grüne Heupferd ist in Mitteleuropa weit verbreitet und hier die häufigste Art der Gattung und gilt daher als nicht gefährdet.

## Galerie

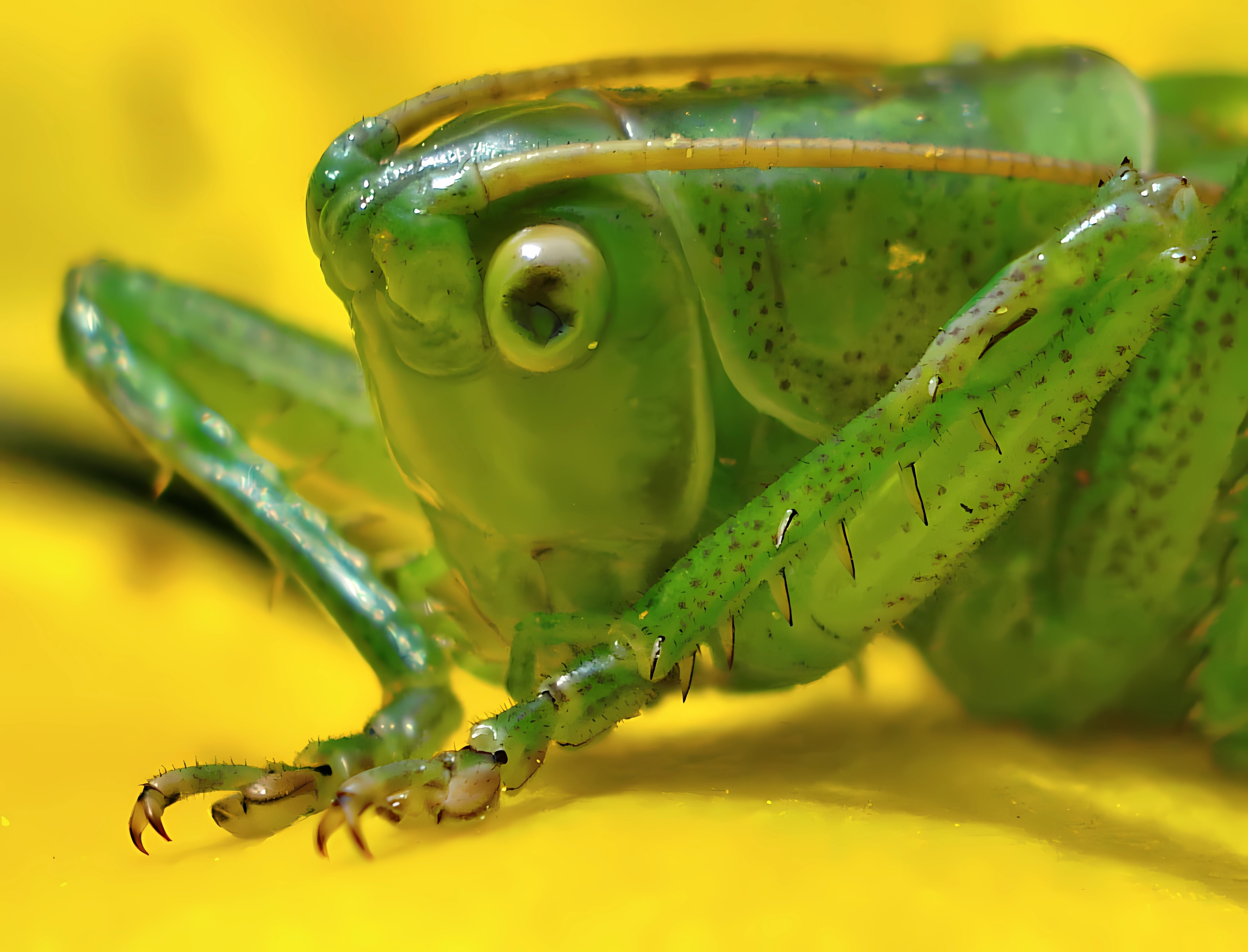
Nahaufnahme des vorderen Teils eines Grünen Heupferds
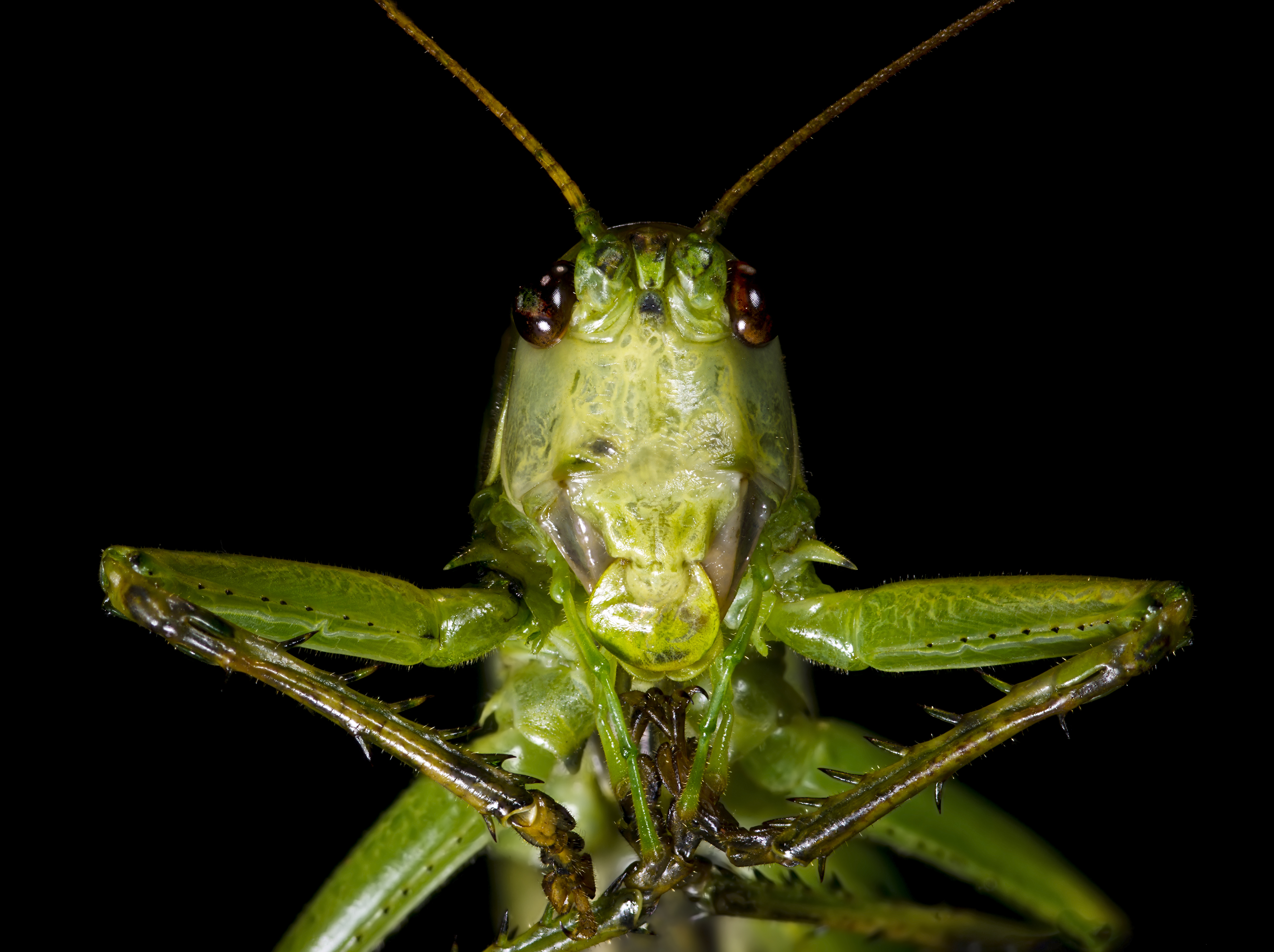
Porträt eines Grünen Heupferdes
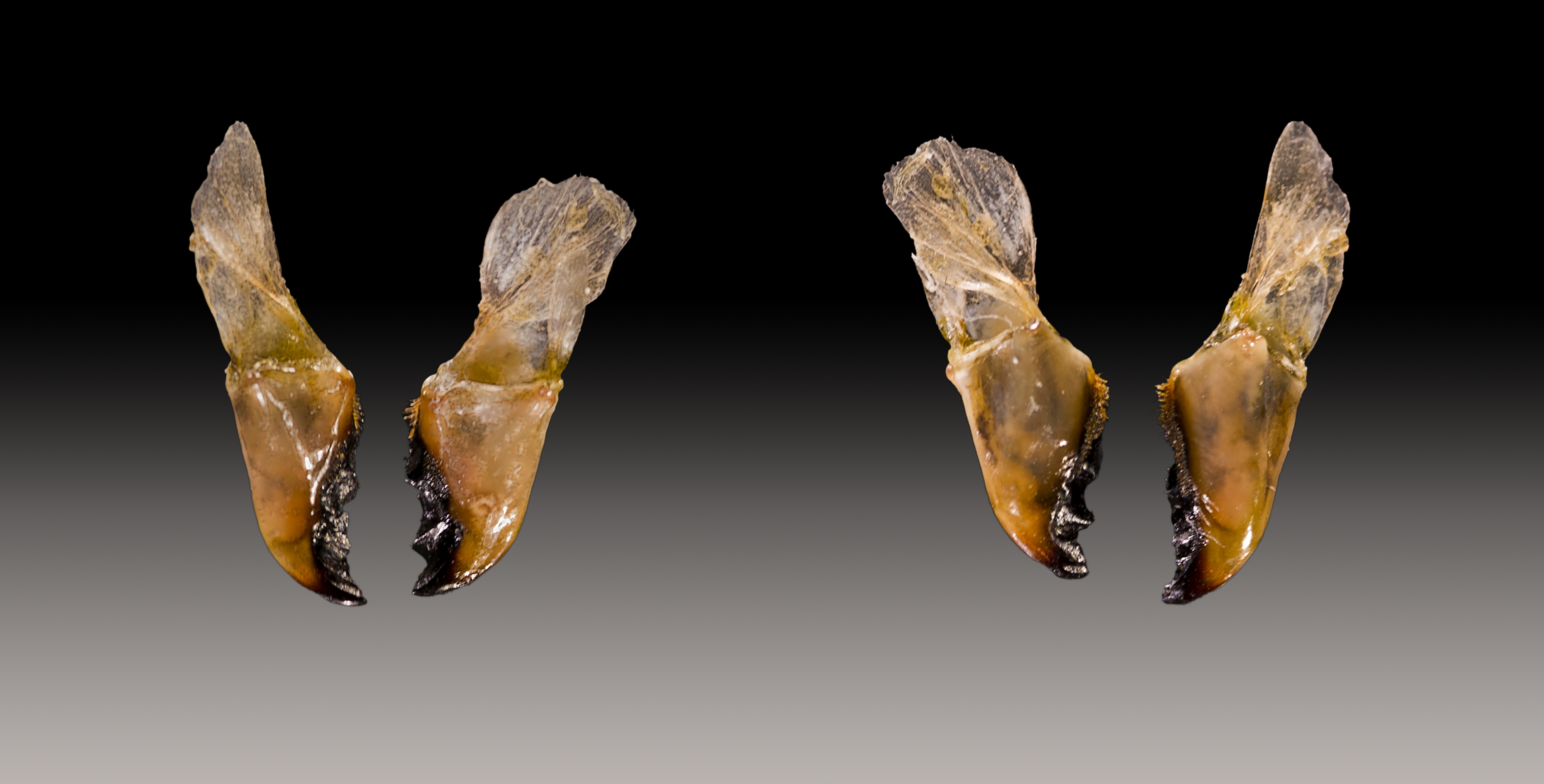
Vorder- (links) und Rückansicht (rechts) der Mandibeln
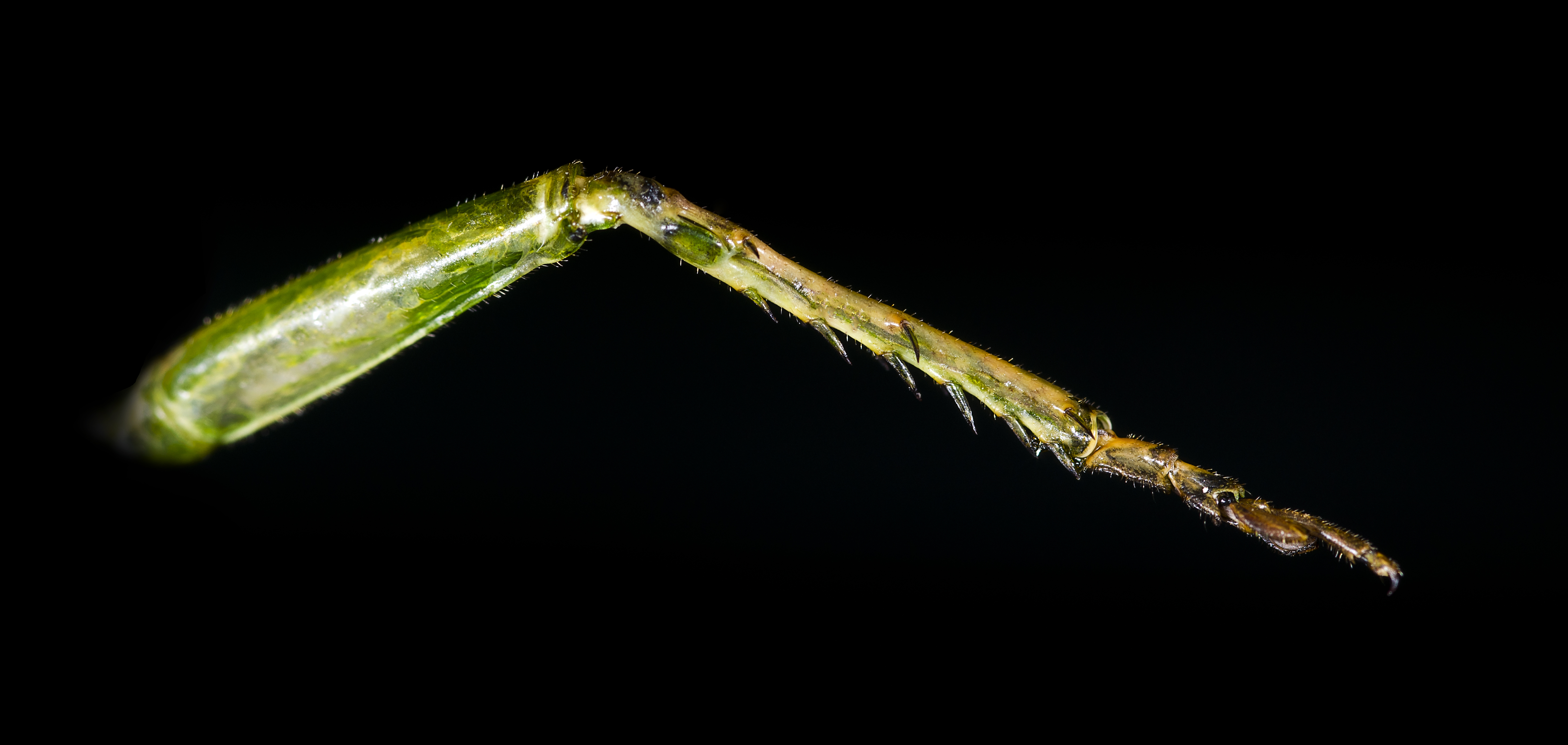
Rechtes Bein eines Grünen Heupferds mit Hörorgan
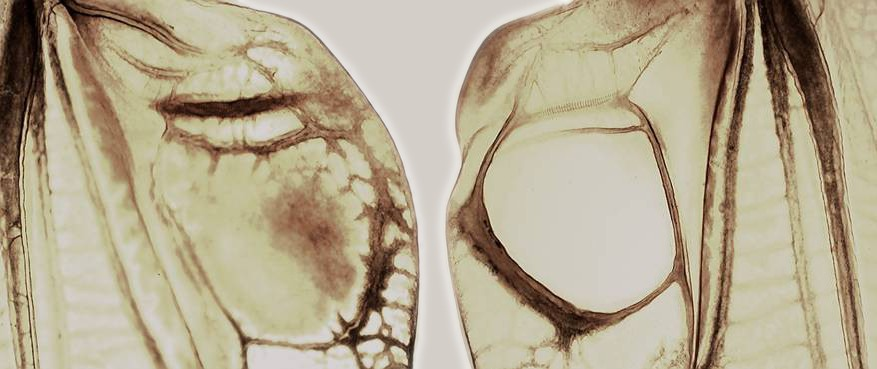
Flügel eines Männchens. Zu erkennen sind am linken Flügel die quer verlaufende Schrillleiste und der dahinter angeordnete Spiegel, der links allerdings nicht gut ausgebildet ist.
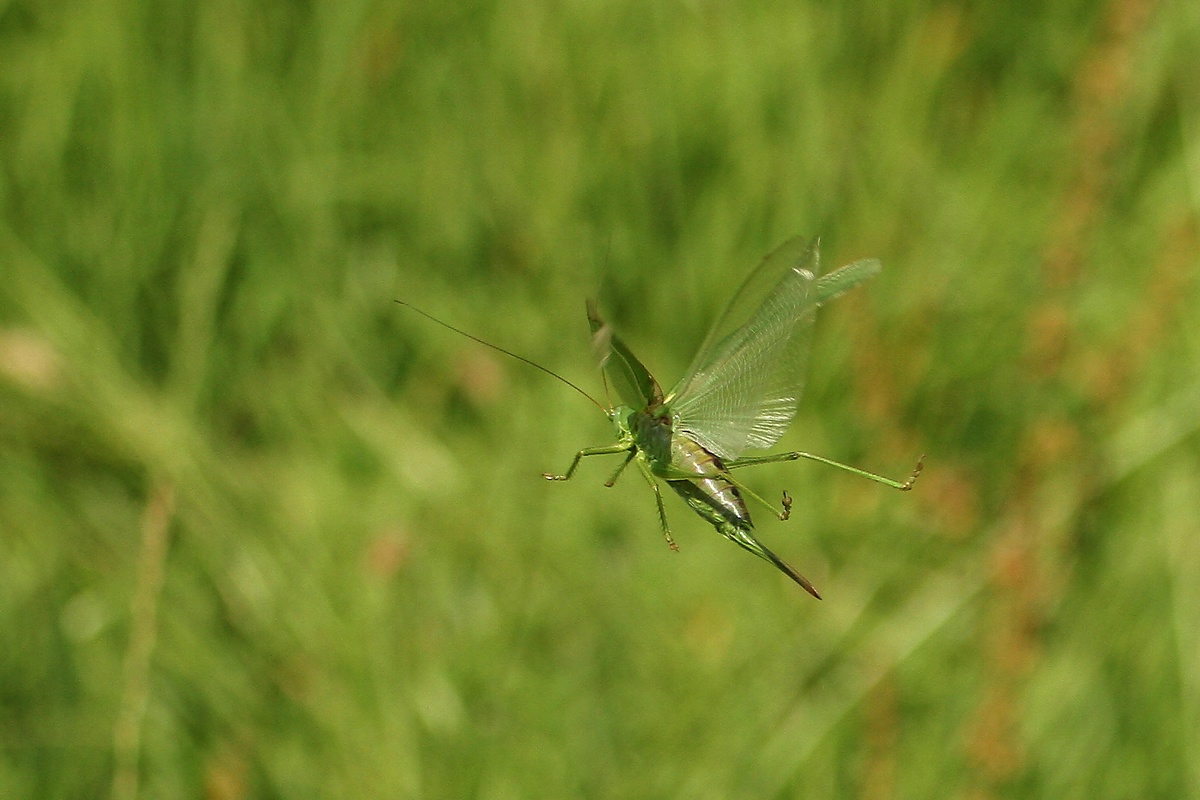
Weibchen im Flug
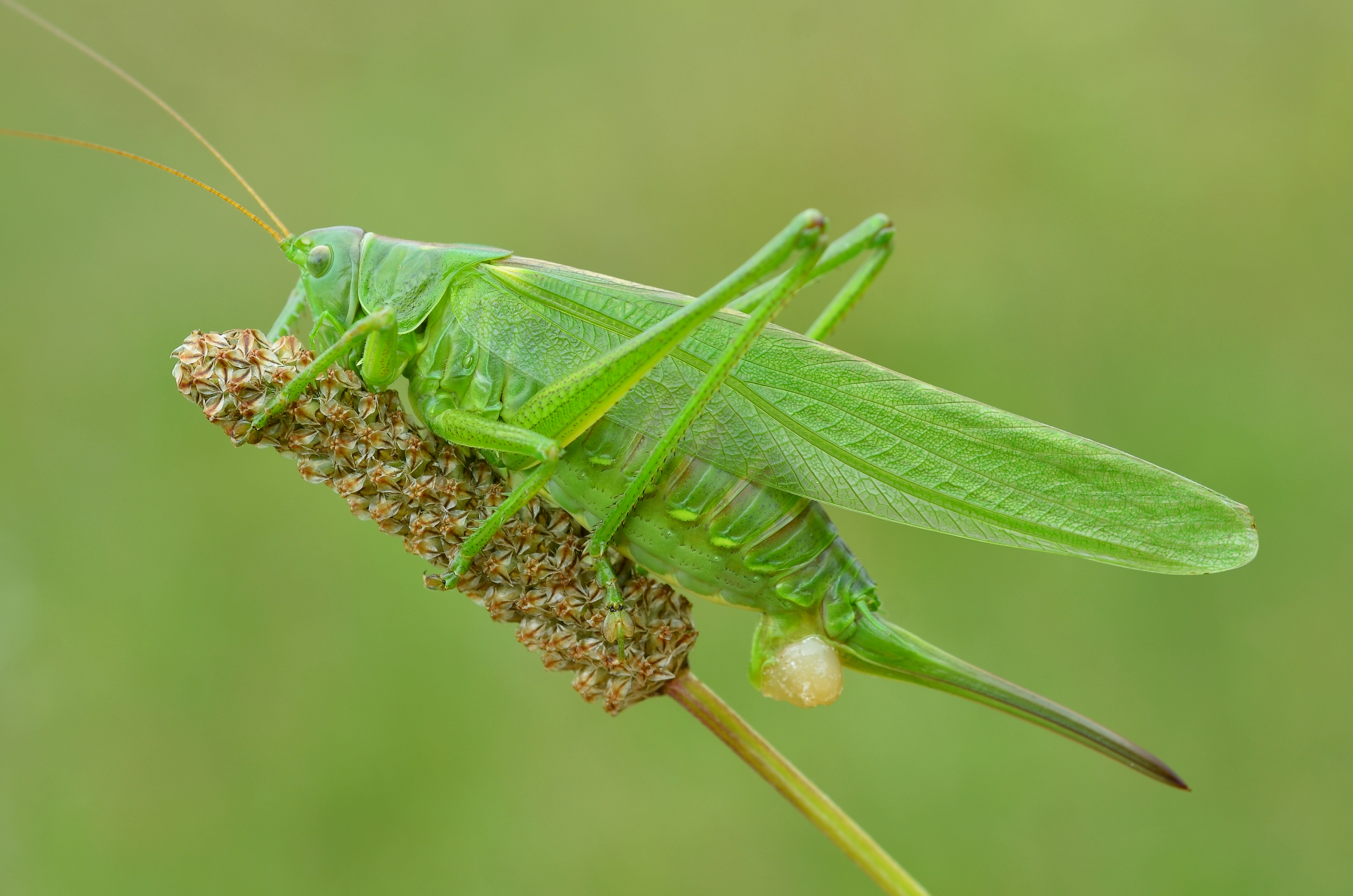
Weibchen mit gut sichtbaren Spermatophoren
- Weibchen bei der Eiablage
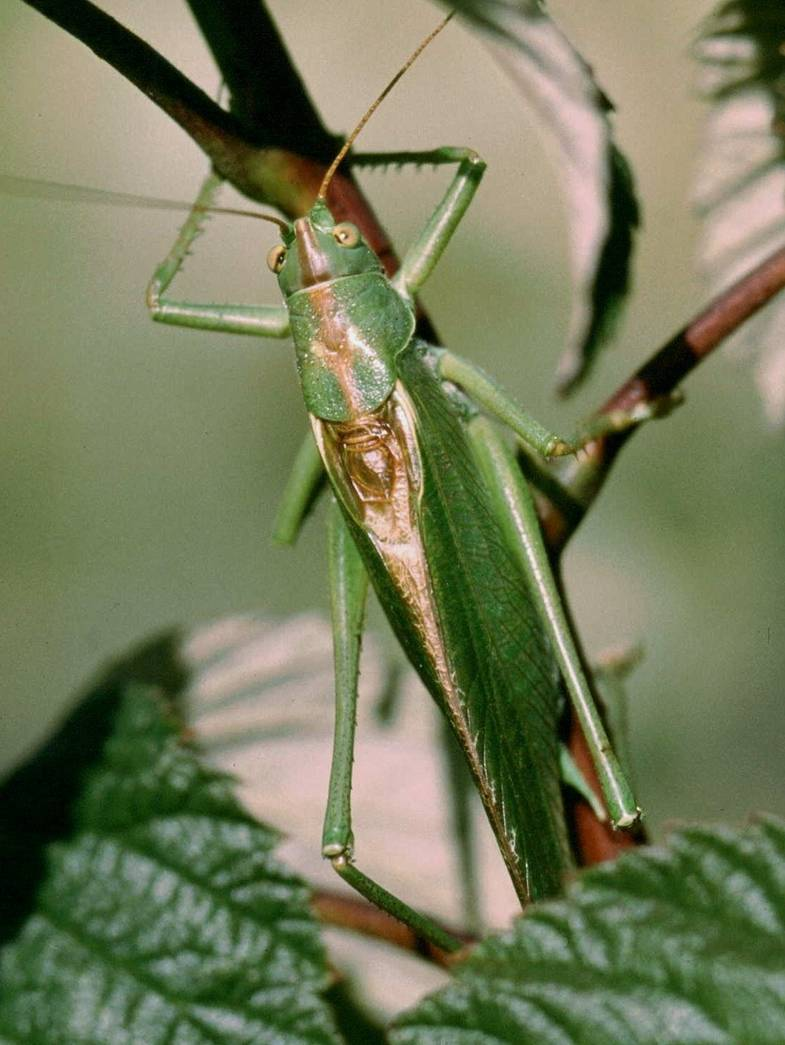
Draufsicht eines Männchens
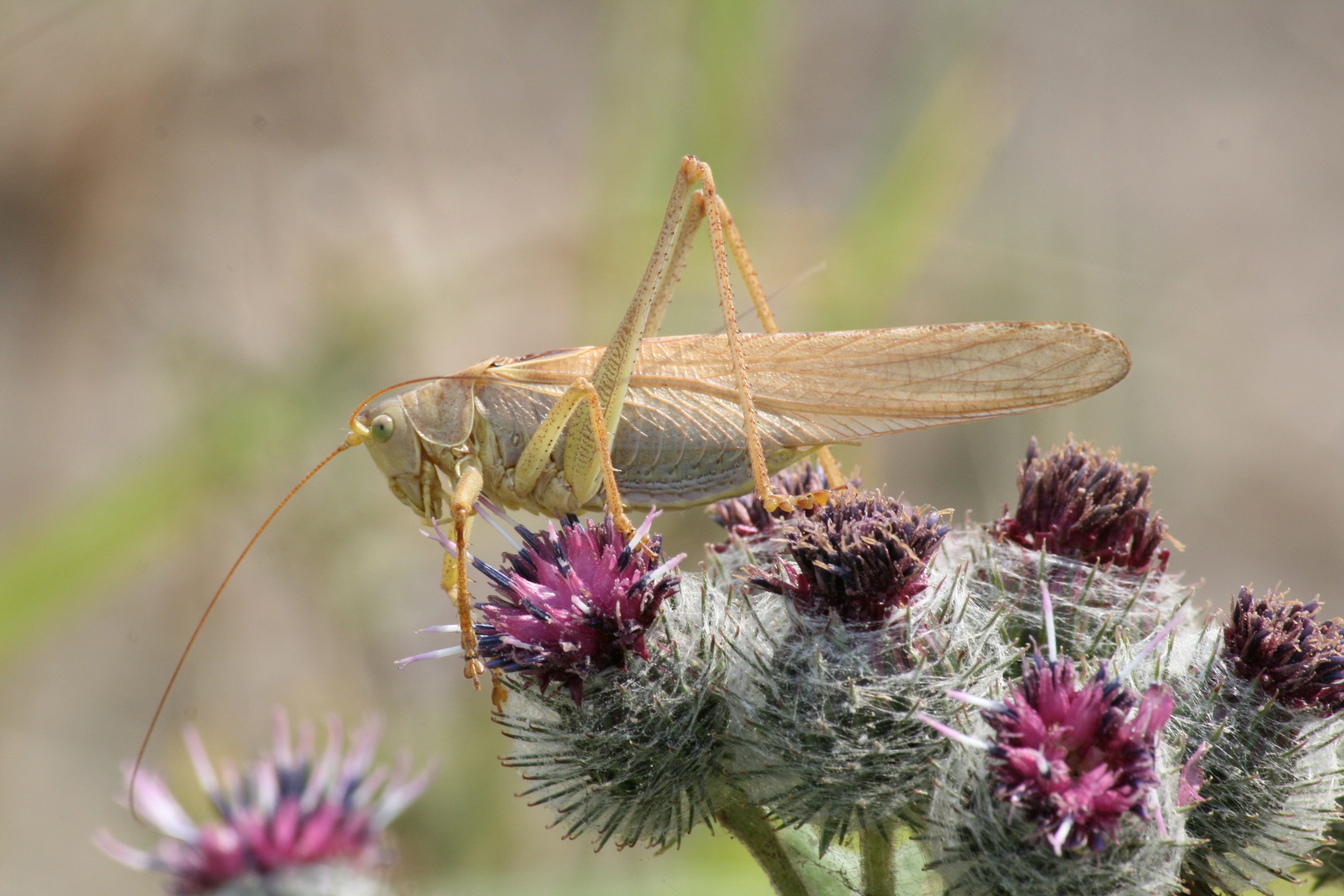
Einfarbig gelbes Männchen
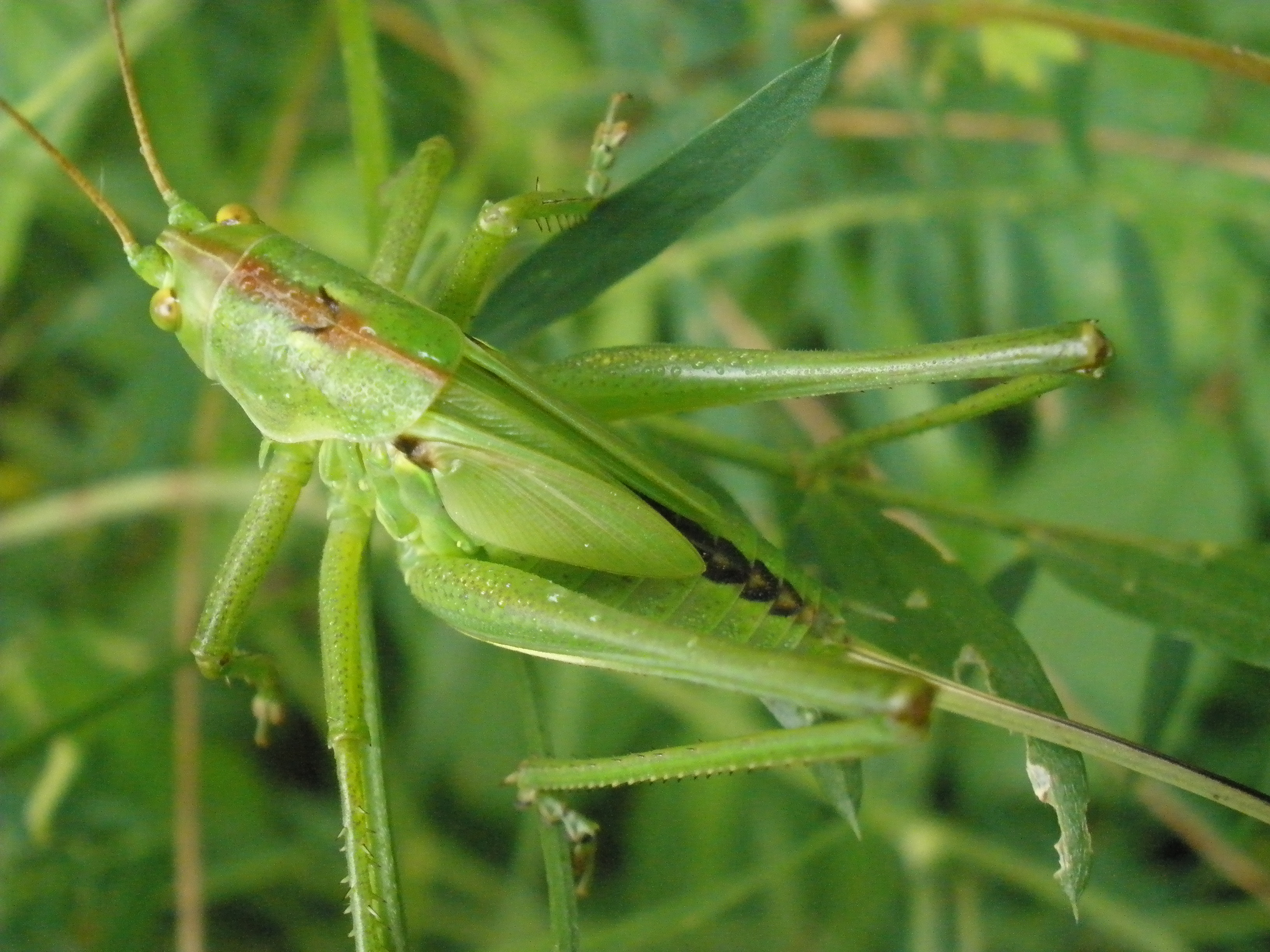
Weibliches Jungtier (Nymphenstadium)
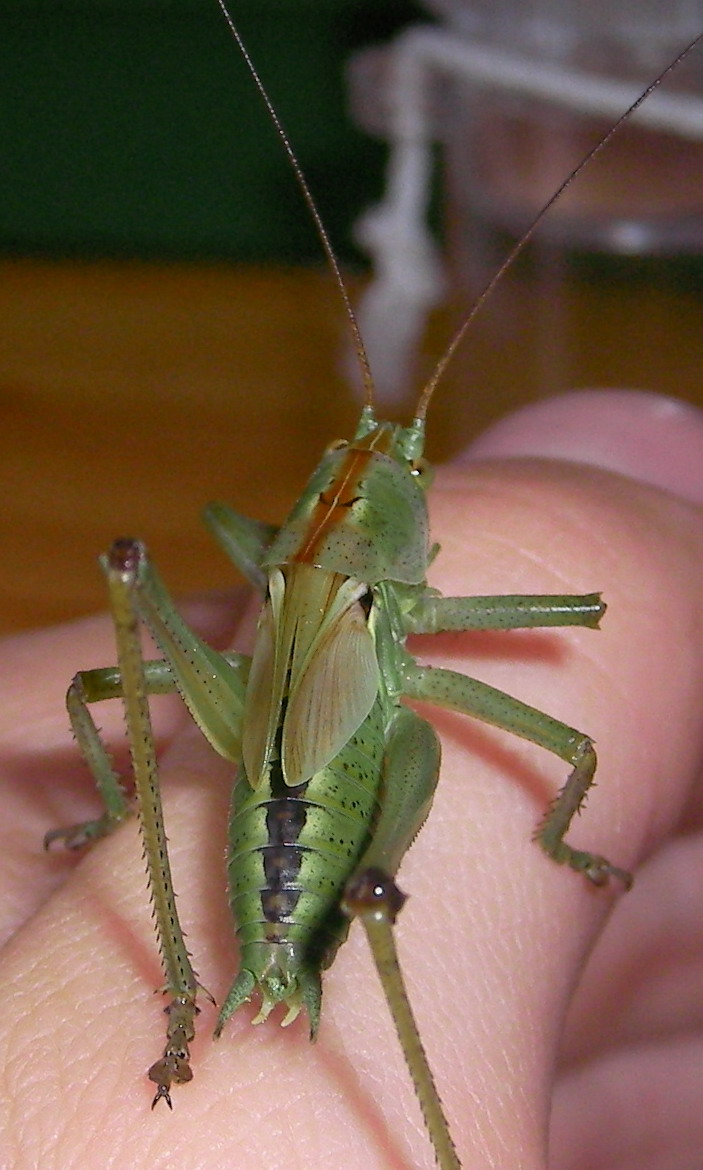
Männliches Jungtier
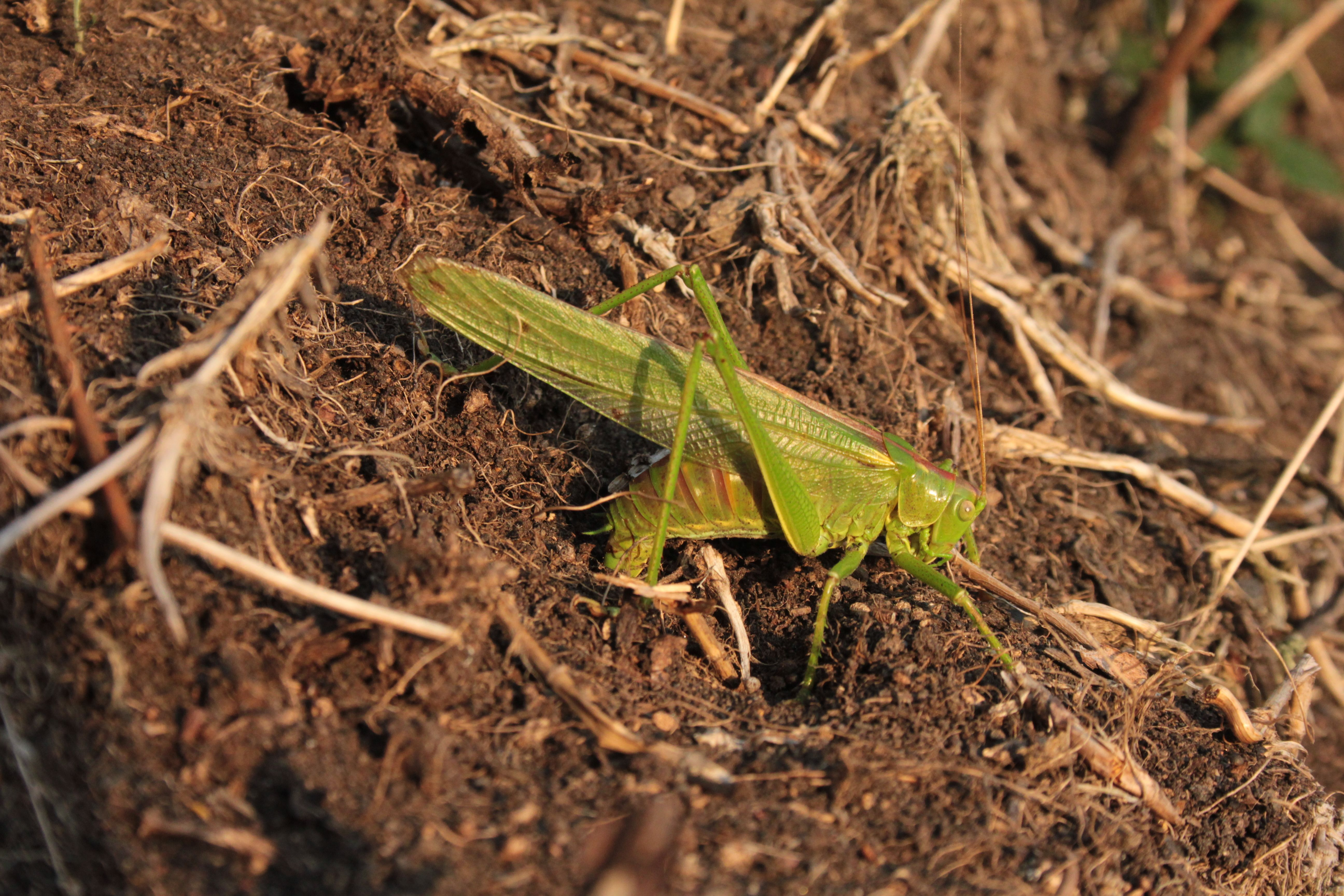
Weibchen bei der Eiablage
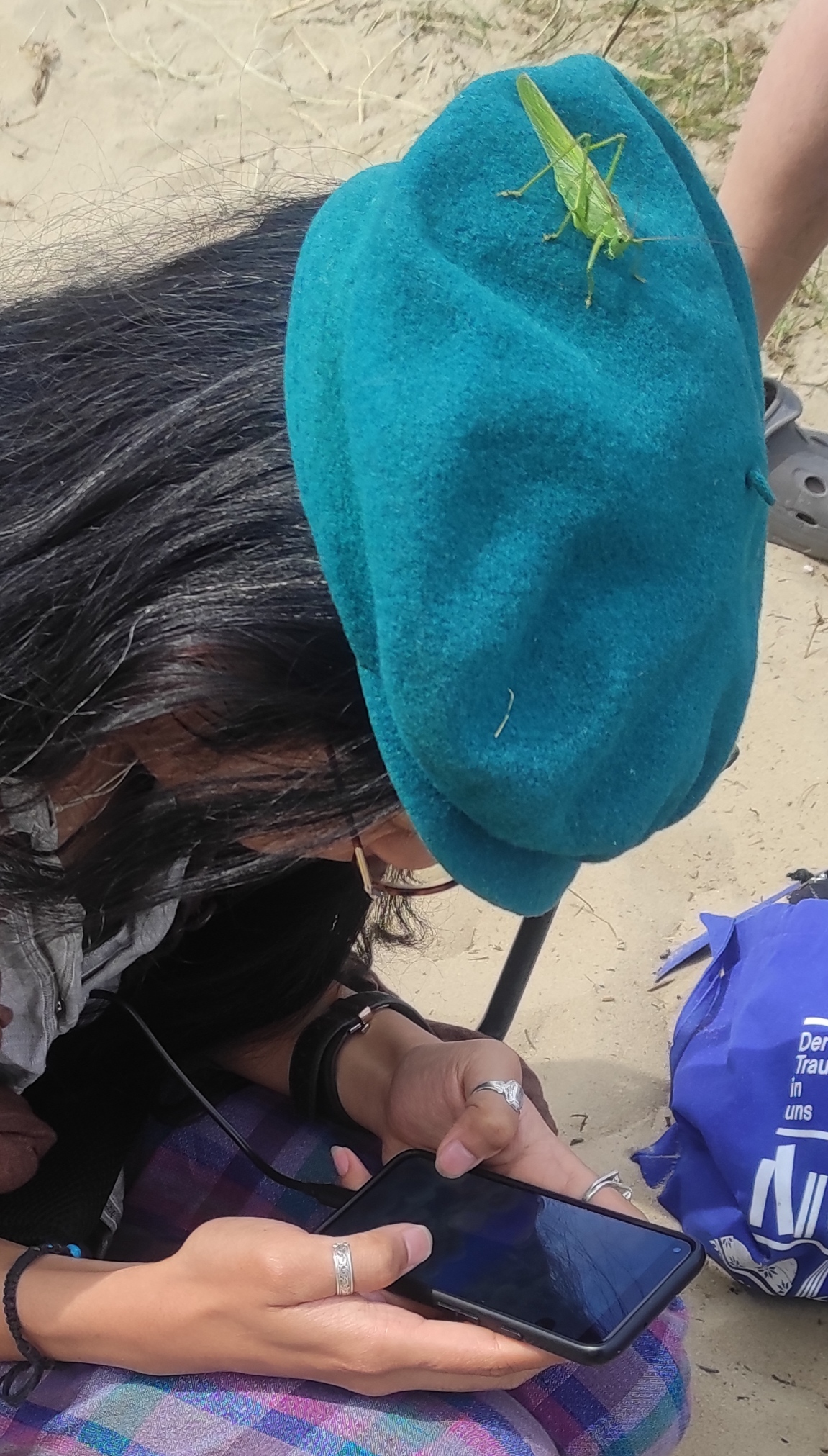
Mensch und Grünes Heupferd